# بيل غرين (عازف ساكسفون)
بيل غرين (بالإنجليزية: Bill Green)‏ هو عازف ساكسفون أمريكي، ولد في 28 فبراير 1925 في كانساس سيتي في الولايات المتحدة، وتوفي في 29 يوليو 1996 في لوس أنجلوس في الولايات المتحدة.

## وصلات خارجية
- بيل غرين على موقع ميوزك برينز (الإنجليزية)
- بيل غرين على موقع ميوزك برينز (الإنجليزية)